# Пасдаран (район)
Пасдаран (перс. پاسداران‎) — это район северного Тегерана с центром на проспекте Пасдаран. Этот проспект соединяет проспект Ниаваран (с севера) с проспектом Шариати (на юге). Это около 8-9 км в длину и является главной торговой улицей северного Тегерана вместе с северными частями двух других длинных улиц: улиц Вали-Аср и Шариати.
Пасдаран на персидском означает «стражи». До революции 1979 года этот район был известен как Салтанат Абад (перс. سلطنت آباد‎), что означает «построенный монархией» и относится к дворцу шаха (Мохаммеда Реза Пехлеви), расположенному на самой северной оконечности этой улицы.
Проспект Пасдаран, наряду с сетью улиц, которые выходят из него, составляют Пасдаран (район Тегерана), который включает в себя такие микрорайоны, как Фарманийе, Даррус, Ростам Абад, Салтанат Абад, Заррабхане, Мехран, Эхтиярие, Эхтешамие, Доулат, Дибаджи и Чизар.
Хотя бизнес и коммерция являются частью тенденции к увеличению урбанизации в округе (в основном это происходит вдоль северной окраины района возле Фарманийе), большая часть жилья микрорайона остаётся относительно пригородной по своей природе, состоящей в основном из особняков (часто стереотипно персидских дворцов) и таунхаусов или дуплексов.

## Бордж-е Сефид
Бордж-е Сефид (в переводе означает «Белая башня») — это небоскрёб, построенный вдоль проспекта Пасдаран, внутри которого находится фешенебельный торговый центр, а также множество офисов. Башня укрепила статус Пасдарана как привлекательного, высококлассного пригорода Тегерана, подняв профиль района и стимулировав ряд событий в прилегающих районах.